# Саприно (хутор)
Саприно — хутор в Подгоренском районе Воронежской области.
Входит в состав Гришевского сельского поселения.

## Население
| 2010 |
| ---- |
| 13   |

## Улицы
На хуторе имеется одна улица — Степная.